# 1126.
◄ | 11. stoljeće | 12. stoljeće | 13. stoljeće | ►
◄ | 1090-ih | 1100-ih | 1110-ih | 1120-ih | 1130-ih | 1140-ih | 1150-ih | ►
◄◄ | ◄ | 1123. | 1124. | 1125. | 1126. | 1127. | 1128. | 1129. | ► | ►►
Arhitektura • Astronomija • Knjige • Književnost • Kršćanstvo • Medicina • Pravo • Promet • Znanost

## Smrti
- 8. ožujka – Uraka Leonska i Kastiljska, kraljica Leona, Kastilje i Galicije

## Vanjske poveznice
|  | Zajednički poslužitelj ima još gradiva o temi 1126. |